# Live at the Playroom
Live At The Playroom è un EP live del gruppo musicale hard rock australian Airbourne.

## Tracce
1. Girls In Black – 3:40
2. Too Much, Too Young, Too Fast – 3:57
3. Cheap Wine & Cheaper Women – 5:02
4. Runnin' Wild – 4:32
5. Blackjack – 5:40

## Formazione
- Joel O'Keeffe – voce, chitarra solista
- Ryan O'Keeffe – batteria
- David Roads – chitarra ritmica, cori
- Justin Street – basso